# António Luciano dos Santos Costa
António Luciano dos Santos Costa (ur. 3 maja 1952 w Corgas) – portugalski duchowny rzymskokatolicki, biskup Viseu od 2018.

## Życiorys
Święcenia kapłańskie otrzymał 29 czerwca 1985 i został inkardynowany do diecezji Guarda. Przez wiele lat pracował w instytucie teologicznym w Viseu. Był także m.in. dyrektorem wydziału kurialnego ds. duszpasterstwa powołań, sędzią sądu biskupiego oraz wikariuszem biskupim ds. duchowieństwa.
3 maja 2018 papież Franciszek mianował go biskupem diecezji Viseu. Sakry udzielił mu 17 czerwca 2018 biskup Manuel Felício.